# La Belle Histoire
La Belle Histoire is een Franse dramafilm uit 1992 onder regie van Claude Lelouch.

## Verhaal
De Franse zigeuner Jésus zou stierenvechter geworden zijn, mocht hij geen celstraf uitzitten. Odona is een oplichtster, die bescherming geniet van een Parijse politieagent. Marie verliest haar baan als lerares. Alle protagonisten beleven liefde, ervaren verlies en zijn op zoek naar innerlijke rust.

## Rolverdeling
| Acteur                | Personage          |
| --------------------- | ------------------ |
| Gérard Lanvin         | Jésus              |
| Béatrice Dalle        | Odona              |
| Vincent Lindon        | Simon Choulel      |
| Marie-Sophie L.       | Marie              |
| Patrick Chesnais      | Pierre Lhermitte   |
| Jacques Gamblin       |                    |
| Paul Préboist         | Leraar             |
| Élie Chouraqui        | Partner van Pierre |
| Constantin Alexandrov | Kraki              |
| Denis Charvet         |                    |
| Amina Annabi          | Zus van Jésus      |
| Jean-Michel Dupuis    | Leraar             |
| Patrick Edlinger      | Zichzelf           |
| Pablo Gilabert        |                    |
| Tara Gano             | Moeder van Jésus   |